# Athlitikos Omilos Chania
El AO Chania fue un equipo de fútbol de Grecia que jugó en la Beta Ethniki, la segunda liga de fútbol más importante del país.

## Historia
Fue fundado en el año 1945 en la ciudad de La Canea y es el equipo más histórico de la ciudad a nivel profesional, militando entre el segundo y tercer nivel hasta el año 2000, en donde pasó su tiempo en el cuarto nivel.
En el 2010 ganaron el ascenso de la Cuarta División y para la temporada 2013/14 retornan al segundo nivel por primera vez en 30 años, ya que su última temporada en la Beta Ethniki fue en 1983.
Tras descender deportivamente de la Beta Ethniki en la temporada 2016/17 deciden fusionarse con sus vecinos del PGS Kissamikos FC para formar al AO Chania Kissamikos PAE y desaparece.

## Palmarés
- Cuarta División de Grecia Grupo 10: 1

2009/10

## Personal Administrativo
- Presidente=  Nikolaos Lagomitzis
- Primer Vicepresidente=  Giannis Ntermanakis
- Segundo Vicepresidente=  Antonis Vasilomichelakis
- Gerente del Equipo=  Nektarios Malamadakis
- Miembros=  Eustathios Roukoutakis y  Giorgos Kabanis